# Vilardegoia
Vilardegoia (llamada oficialmente Vilar de Goia) es una aldea situada en la parroquia de Quintela de Humoso, del municipio español de Viana del Bollo, en la provincia de Orense, Galicia.

## Demografía
| Gráfica de evolución demográfica de Vilardegoia entre 2000 y 2023 |
|                                                                   |
| Datos según el nomenclátor publicado por el INE.                  |